# Fonctionnement de l'automobile
Cet article s'intéresse au fonctionnement de l'automobile dans sa globalité ou plus exactement au fonctionnement d'un véhicule automobile ainsi qu'à ses différents organes, périphériques et éléments constitutifs essentiels.

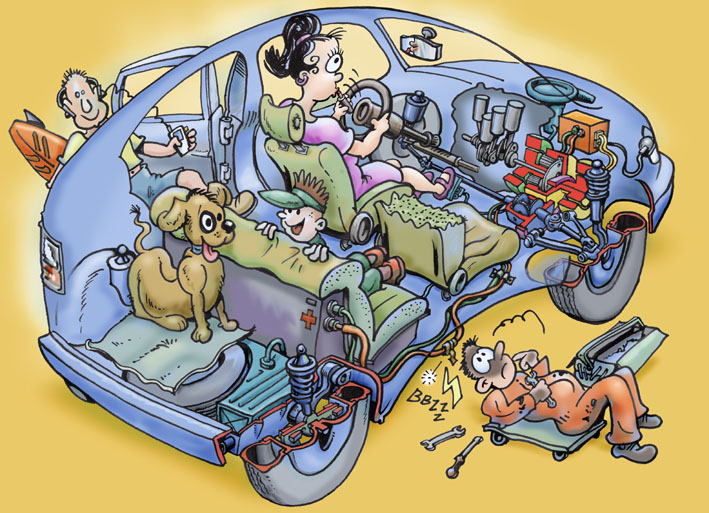
Dessin caricatural d'une Toyota Prius

## Histoire
Apparue au XIXe siècle, à une époque où la plupart des machines fonctionnent grâce à des machines à vapeur ou des moteurs électriques, l'automobile s'est rapidement perfectionnée et complexifiée — grâce notamment au moteur à combustion interne — pour en accroître ses performances. Bien de consommation ou utilitaire, elle a fait l'objet de nombreuses innovations qui, en à peine plus d'un siècle, ont bouleversé son fonctionnement et la société qui l'a créée.

## Description
Formée d'un châssis équipé de quatre roues et d'une carrosserie qui constituent un habitacle fermé muni de sièges, l'automobile permet le transport de personnes en position assise.
Elle est généralement propulsée par un moteur à combustion interne. Un ou plusieurs moteurs électriques peuvent également fonctionner de concert avec le moteur thermique, voire le remplacer totalement. La puissance mécanique fournie par le ou les moteurs est transmise à au moins 2 roues, éléments supportant le véhicule et permettant sa mobilité. La transmission du couple moteur thermique est assurée par des organes de transmission dont un réducteur variable (boîte de vitesses).
Les suspensions réalisent quant à elles une liaison élastique entre le châssis et les roues, elles-mêmes équipées de pneumatiques, ensemble qui permet au véhicule d'assurer un amortissement des inégalités de la route et une certaine adhérence. Pour assurer le ralentissement et l’arrêt du véhicule, un système de freinage par friction est incorporé aux roues, parfois aux éléments de transmission.
Les instruments de contrôle et les commandes tels que le volant, les pédales, un Indicateur de vitesse ou le tachymètre, permettent la conduite de l'automobile. Le réservoir permet le stockage du carburant nécessaire au fonctionnement du moteur thermique, tandis qu'une ou des batteries alimentent en courant les organes électriques. Enfin, les éléments de confort (climatisation, autoradio, etc.) et de sécurité (éclairage, ABS, etc.) sont des accessoires en nombre toujours croissant.

## Motorisation
La motorisation est l'élément fondamental du fonctionnement de l'automobile. Transformant une énergie non-mécanique — généralement chimique ou électrique  — en une énergie mécanique, il produit un travail capable de mettre en mouvement l'automobile. Ses performances sont généralement mesurées en termes de puissance (cheval-vapeur ou kilowatt) et de couple (Newton-mètre).

### Moteur thermique

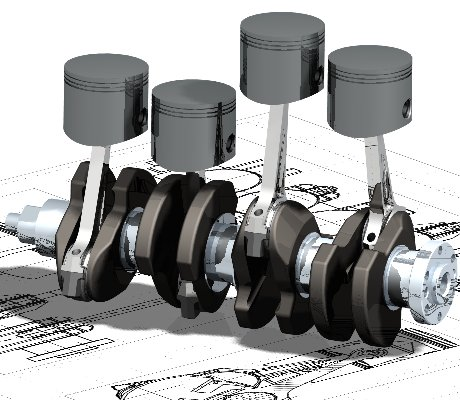
Une vue oblique des pistons et du vilebrequin d'un quatre cylindres en ligne

La plupart des automobiles, à l'aube du XXe siècle, sont propulsées par un moteur à combustion interne, appelé aussi en France couramment mais à tort, moteur à explosion. Ce moteur transforme l'énergie chimique d'un carburant qui mélangé à de l'air produit une combustion, cette dernière engendre une grande quantité de gaz et d'énergie thermique qui sont transformées partiellement en énergie mécanique, par l'intermédiaire d'un système bielle-manivelle. Le carburant liquide est amené du réservoir au moteur par une pompe électrique (moteur moderne à pilotage électronique) au travers d'une canalisation et d'un filtre à carburant. Lorsque le carburant est gazeux, celui-ci arrive au moteur à travers un détendeur.
Le système bielle-manivelle fonctionne sur le principe suivant : un piston sur lequel s'exerce la pression des gaz issus de l'inflammation du carburant entraîne une bielle qui, reliée à un vilebrequin, engendre un mouvement de rotation de ce dernier ce qui génère un couple. Le moteur thermique est généralement constitué de plusieurs ensembles bielle-piston reliés à un même vilebrequin. Comme pour tout moteur à pistons, il existe de nombreuses configurations possibles des cylindres.
Deux grands types de moteurs à combustion interne sont distingués : les moteurs à allumage commandé et les moteurs Diesel. Ces deux catégories de moteurs se distinguent principalement par le type d'hydrocarbures utilisés pour le carburant, la méthode d'inflammation des gaz (carburant) et leurs performances. Le rendement théorique du moteur thermique automobile varie entre 30 et 45 %,. Ces valeurs, relativement faibles, s'expliquent par le fait qu'une partie de l'énergie chimique est perdue : par pompage, en frottements mécaniques et, en chaleur. Cette dernière est évacuée dans les gaz d'échappement — produits de la combustion du carburant — mais également par les systèmes de refroidissement du moteur (échangeur air/eau, air/huile) appelés radiateurs.

### Moteur électrique

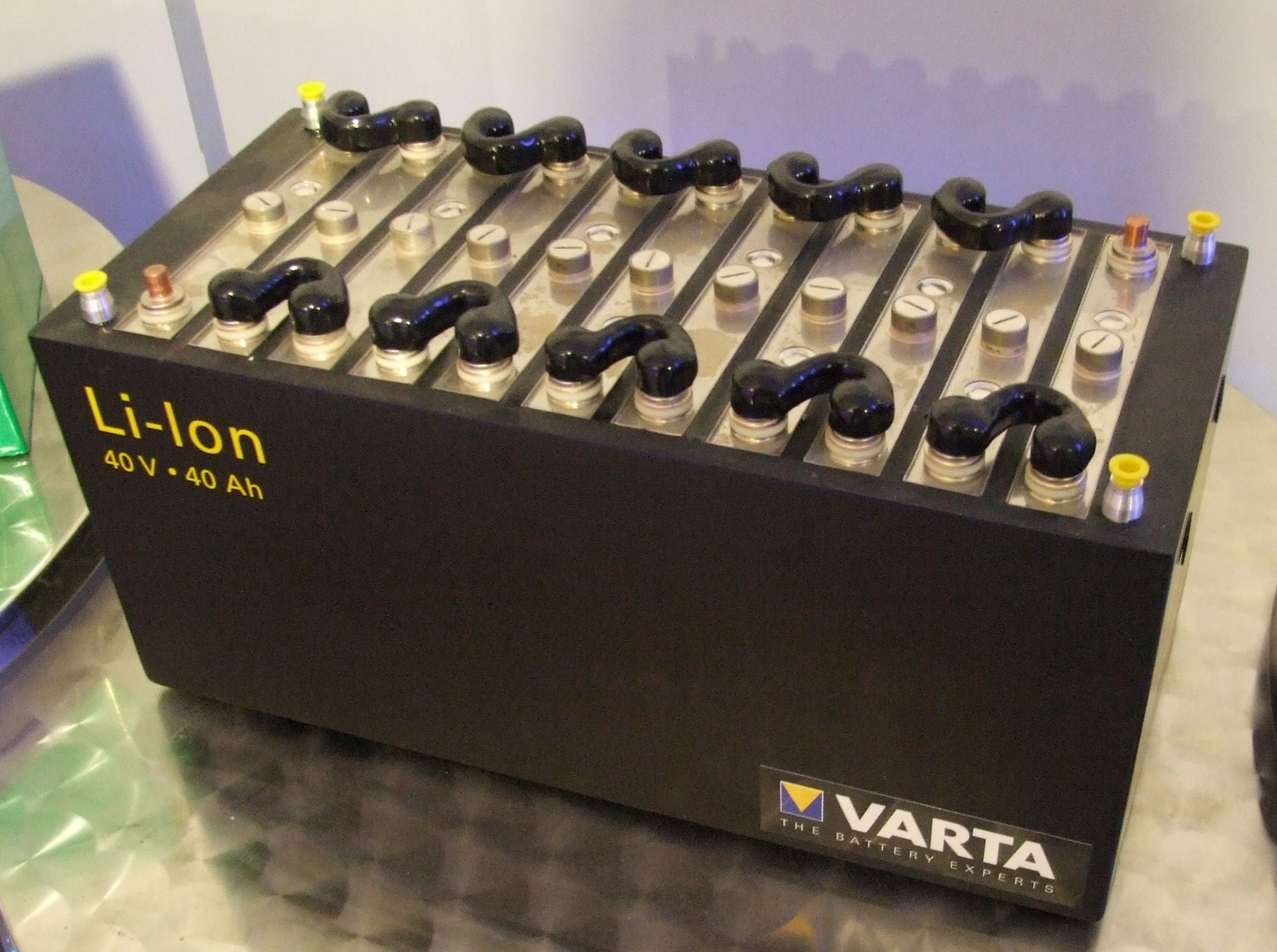
Les batteries lithium-ion sont utilisées par les automobiles électriques.

Apparue en 1834 et popularisée grâce au record de vitesse de la Jamais Contente, l'automobile électrique a pris de l'ampleur dans la fin des années 1990 car son impact environnemental est, en principe, plus faible qu'une automobile « thermique » et son fonctionnement plus silencieux, moins polluant et très souple. Un ou plusieurs moteurs électriques assurent partiellement ou totalement la propulsion de l'automobile.
Ces moteurs puisent leur énergie dans une Batterie d'accumulateurs. Pendant les phases d'accélération, les moteurs transforment l'énergie électrique en travail (phase « moteur ») tandis que lors des phases de Freinage régénératif, ils transforment l'énergie cinétique du véhicule en énergie électrique (phase « générateur ») rechargeant la batterie. Une électronique de puissance bi-directionnel gère les échanges entre les moteurs, générateurs et la batterie. Des variantes à la classique batterie d'accumulateurs électro-chimiques fournissant l'énergie électrique, sont en cours de développement, notamment les systèmes de pile à combustible.
Deux types de moteurs électriques peuvent propulser une automobile : les moteurs à courant alternatif et les moteurs à courant continu. Tous ces moteurs sont composés d'un rotor (partie tournante) et d'un stator (partie fixe). De façon simplifiée, l'énergie électrique est transmise aux bobines ou enroulements du rotor et/ou du stator, qui par induction magnétique avec les aimants ou électroaimants de l'autre partie, engendre la rotation du rotor (phase « moteur, traction »). Les machines électriques étant réversibles, l'énergie cinétique de l'automobile entretient le mouvement du rotor, qui par induction magnétique avec le stator, produit de l'énergie électrique ainsi qu'un couple de freinage proportionnel (phase « générateur, freinage »).

### Motorisation hybride

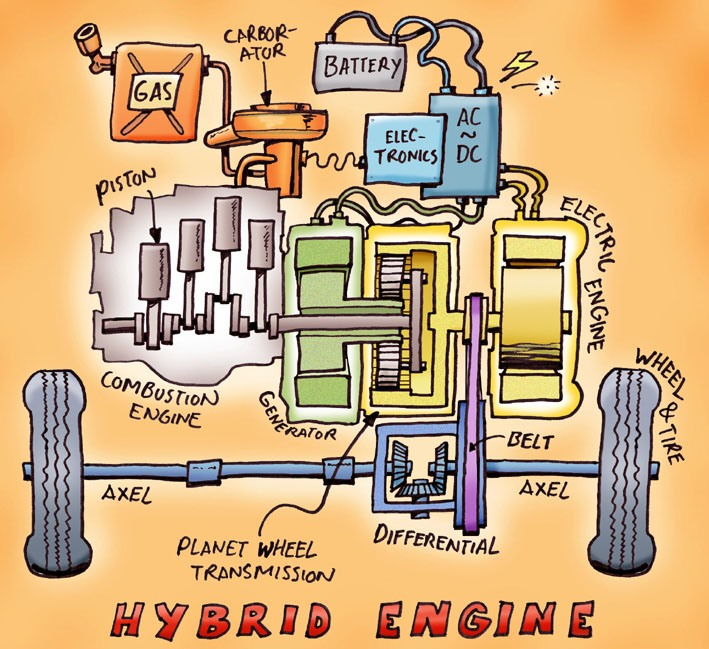
Illustration du fonctionnement d'un moteur hybride

Comme son nom l'indique, une motorisation hybride est une association entre deux types de motorisation afin d'en combiner les points forts et de gommer leurs défauts. Les deux types de moteurs sont installés sur le véhicule, un système informatique embarqué allié à une électronique de puissance gère leur complémentarité, ainsi que les ressources disponibles en fonction des demandes et des contraintes.
Ce type de motorisation, tout en étant plus complexe à concevoir et à fabriquer, est plus écologique que les motorisations classiques. Il permet en particulier des rejets de monoxyde de carbone (CO) et de divers polluants nettement inférieur à celui d'un moteur thermique seul. L'avantage le plus évident est la non-pollution par les gaz d'échappement, car le moteur thermique est très souvent arrêté aux endroits où ces rejets ont le plus de conséquences néfastes — bouchons en ville par exemple — le moteur électrique peut fonctionner seul jusqu'à une certaine vitesse; à moins bien sûr que la batterie ne soit déchargée. Dans ce cas, le moteur thermique démarre pour assurer le déplacement du véhicule et la recharge de la batterie. Par rapport à une motorisation exclusivement électrique, la batterie est beaucoup moins lourde (10–20 fois) et le réseau de distribution de carburant existant suffit à sa totale autonomie.

## Transmission du couple moteur
Le moteur, électrique ou thermique, fournit un couple sur son arbre de sortie. Ce couple doit être transmis aux roues afin de permettre le déplacement de l'automobile. Les différents organes de transmissions — la boîte de vitesses, les ponts et le différentiel entre autres — assurent cette fonction.
Sur certains véhicules électriques et certains hybrides, des moteurs électriques, spécialement conçus, sont directement intégrés aux moyeux des roues, ce qui permet de se passer de transmission lourde et gourmande en puissance, pour la partie électrique.

### Boîte de vitesses ou transmission primaire

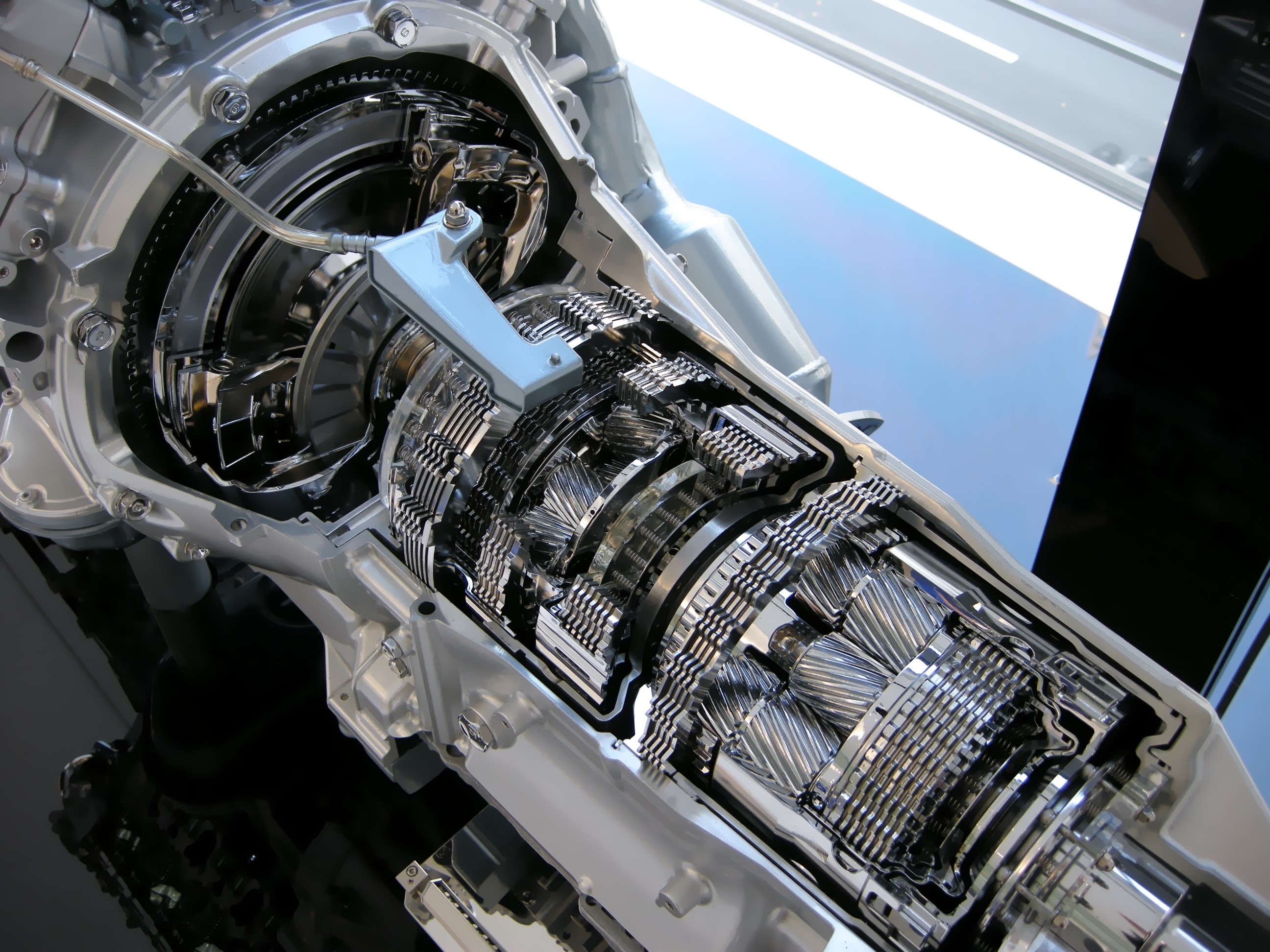
La boîte automatique d'une Lexus IS

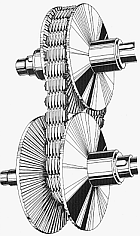
Les deux poulies et la courroie d'une boîte CVT

La boîte de vitesses est l'un des organes qui permettent de garder optimum la vitesse de rotation du moteur quelle que soit la vitesse de déplacement d'un véhicule automobile, la pente de la route et la charge transportée. Dans le cas du moteur à combustion interne, elle permet surtout d'adapter le couple moteur disponible aux besoins du conducteur. Une boîte de vitesses est traditionnellement accouplée au moteur à l'aide d'un embrayage, élément permettant d'isoler, temporairement, la transmission du moteur (à l'arrêt ou lors des changements de rapport).
Une boîte de vitesses est un montage de pignons mobiles et fixes sur des axes, enfermés dans un carter étanche et lubrifié par barbotage ou sous pression. Ce système permet de modifier le rapport de démultiplication — relation entre la vitesse de rotation du moteur et celle des roues motrices — indispensable entre les roues et le moteur, un moteur à combustion interne n'ayant pas un couple suffisant disponible à tous les régimes de rotation.
Quatre grands types de boîtes de vitesses existent : les boîtes manuelles, robotisées, automatiques et enfin à variation continue :
boîte de vitesses manuelleentièrement gérée par le conducteur qui débraye le moteur, afin de supprimer le couple sur la transmission, modifie le rapport de démultiplication en actionnant le levier de vitesse avant de ré-embrayer ;
boîte robotiséefonctionne sur le même principe, sauf que des actionneurs (hydrauliques ou électromécaniques) réalisent les opérations . Le conducteur peut piloter la manœuvre ou laisser l'automate électronique décider des changements ;
boîte de vitesses automatiqueoffre un confort supplémentaire car elle n'impose aucune interruption de la traction pour changer de rapport. La gestion est par ailleurs entièrement confiée à un automate électronique au service de l'hydraulique. Il existe deux principaux types de boites automatiques en 2020
1. Un ou plusieurs trains épicycloïdaux en cascade et un convertisseur de couple hydraulique placé entre le moteur et la boîte, multiplie le couple disponible à bas régime, filtre les à-coups et remplace l'embrayage classique [16],[15] ;
2. plus récemment un système dit « à double embrayages » supprime la rupture de couple au changement et accélère très fortement les changements en présélectionnant le rapports à engager et en embrayant l'un ou l'autre des deux embrayages ;

boîte de vitesses à variation continue (CVT)d'une conception radicalement différente, cette « boîte » est constituée d'une courroie reliant deux poulies — une côté moteur et une côté différentiel — dont les diamètres varient automatiquement, adaptant ainsi le couple fourni par le moteur à la demande. Elle offre une infinité de rapports sans à-coups, ni rupture de la propulsion ainsi qu'une adaptation constante entre le régime de rotation du moteur et sa charge instantanée.
e-CVTOn peut décrire les véhicules hybrides équipés de systèmes HSD ou apparentés comme des véhicules à « transmission à variation continue contrôlée électriquement » (E-CVT, Electric-controlled Continuously Variable Transmission). La transmission des automobiles hybrides type HSD est basée sur un train épicycloïdal, reliant un moteur thermique et deux moteurs-générateurs électriques : un des moteurs électriques sert au contrôle de la transmission et du moteur thermique, l'autre moteur électrique plus puissant assure seul la traction ou assiste le moteur thermique lorsque nécessaire. Ce type de transmission permet la variation continue du couple et de la vitesse de rotation transmise aux roues, tout en assurant des fonctions annexes : freinage régénératif, frein moteur et recharge de la batterie de traction.

### Transmission secondaire

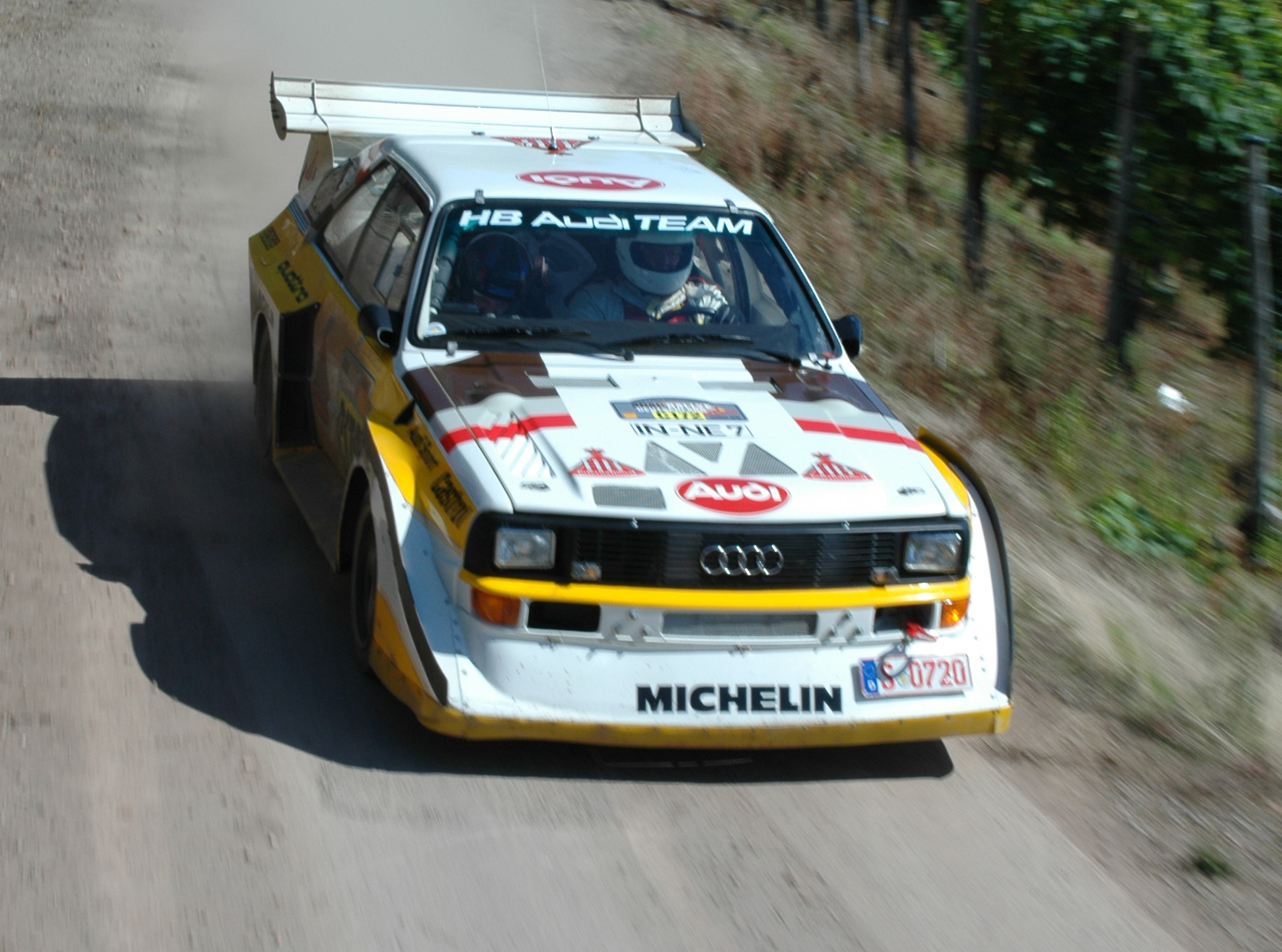
L'Audi Quattro popularise la transmission intégrale dans les années 1980.

Tandis que la boîte de vitesses permet d'adapter le couple moteur, la « transmission » permet de transmettre le couple présent en sortie de boîte aux roues. Le pont, assure cette fonction. Pour cela, le pont est relié aux roues par deux arbres ou « demi-transmissions » munies de cardans. Dans les modèles d'automobile à tractions avant le pont est très souvent placé dans le même boîtier que la boîte de vitesses,
Un pont intègre nécessairement un différentiel, cet organe permet une différence de vitesse de rotation entre les roues d'un même essieu, dans les courbes. Sans ce dispositif, il est très difficile de prendre un virage sans rouler au pas. Sur les véhicules destinés au tout-terrain, un système de blocage du ou des différentiels autorise la traction dans des conditions d'adhérence nulle d'une ou de plusieurs roues.
Trois méthodes de transmission du couple moteur aux roues sont distinguées : la traction, la propulsion et la transmission intégrale. Sur une automobile à traction, le couple du moteur est transmis uniquement aux roues avant, tandis que sur une propulsion, ce couple est transmis aux roues arrière. Si le moteur n'est pas situé à l'arrière, le mouvement est transmis grâce à un arbre de transmission. Sur un véhicule à transmission intégrale, les deux systèmes coexistent afin d'offrir le maximum de motricité, surtout en tout-terrain. Sur certaines implantations, l'arbre reliant les essieux avant et arrière est muni d'un différentiel permettant de répartir dynamiquement le couple entre ces essieux.

## Systèmes de freinage

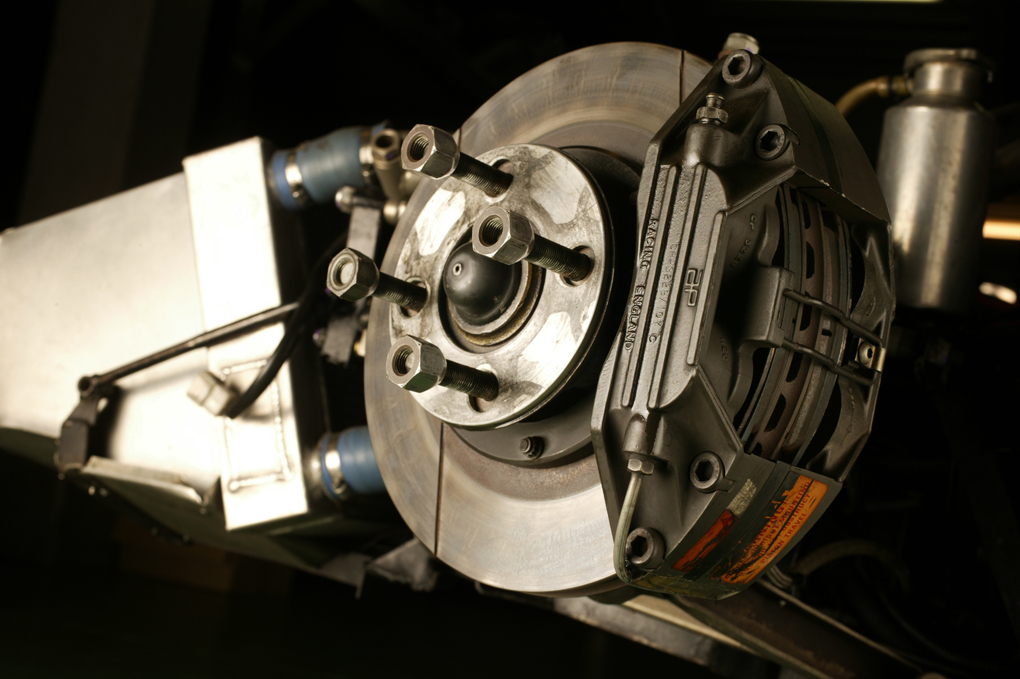
Un frein à disque

Tandis que le moteur permet de mettre en mouvement l'automobile, le système de freinage permet à l'inverse de la ralentir, de l'arrêter et de la maintenir à l'arrêt. Pour cela, trois options s'offrent au conducteur :
- la première consiste à utiliser le « frein moteur », technique utilisant l'inertie du moteur pour freiner le véhicule. N'étant plus alimenté en carburant, ce dernier se comporte en compresseur et utilise ainsi l'énergie cinétique de l'automobile pour comprimer l'air admis, ce qui engendre une résistance certaine à l'avancement. En changeant de rapport sur la boîte de vitesses, le régime-moteur augmente et offre une plus grande résistance[21]. Avec les automobiles électriques et hybrides, le ou les moteurs électriques toujours en prise avec les roues, se transforment en générateurs lorsqu'ils ne sont plus alimentés, convertissant l'énergie cinétique du véhicule en électricité qui recharge les batteries de traction
- de façon habituelle, le conducteur ralentit et stoppe son automobile grâce au frein principal. Un appui sur la pédale de frein déclenche le fonctionnement des freins (un par roue), lesquels transforment en chaleur l'énergie cinétique accumulée par le véhicule. Ces freins sont, pour la plupart du temps, à commande hydraulique bien que certains à commande électrique commencent à apparaître ;
- enfin, l'automobile peut être maintenue immobile à l'aide du frein de stationnement et de secours. Un levier (à main ou à pédale) actionne un mécanisme spécifique — généralement à l'aide d'un câble — sur les freins avant, ou plus souvent arrière, bloquant les roues de cet essieu. Ce frein est uniquement utilisé pour le stationnement du véhicule. Depuis quelques années, les freins de stationnement à commande électrique se généralisent, remplaçant peu à peu les freins mécaniques à main.

### Principe des freins hydrauliques

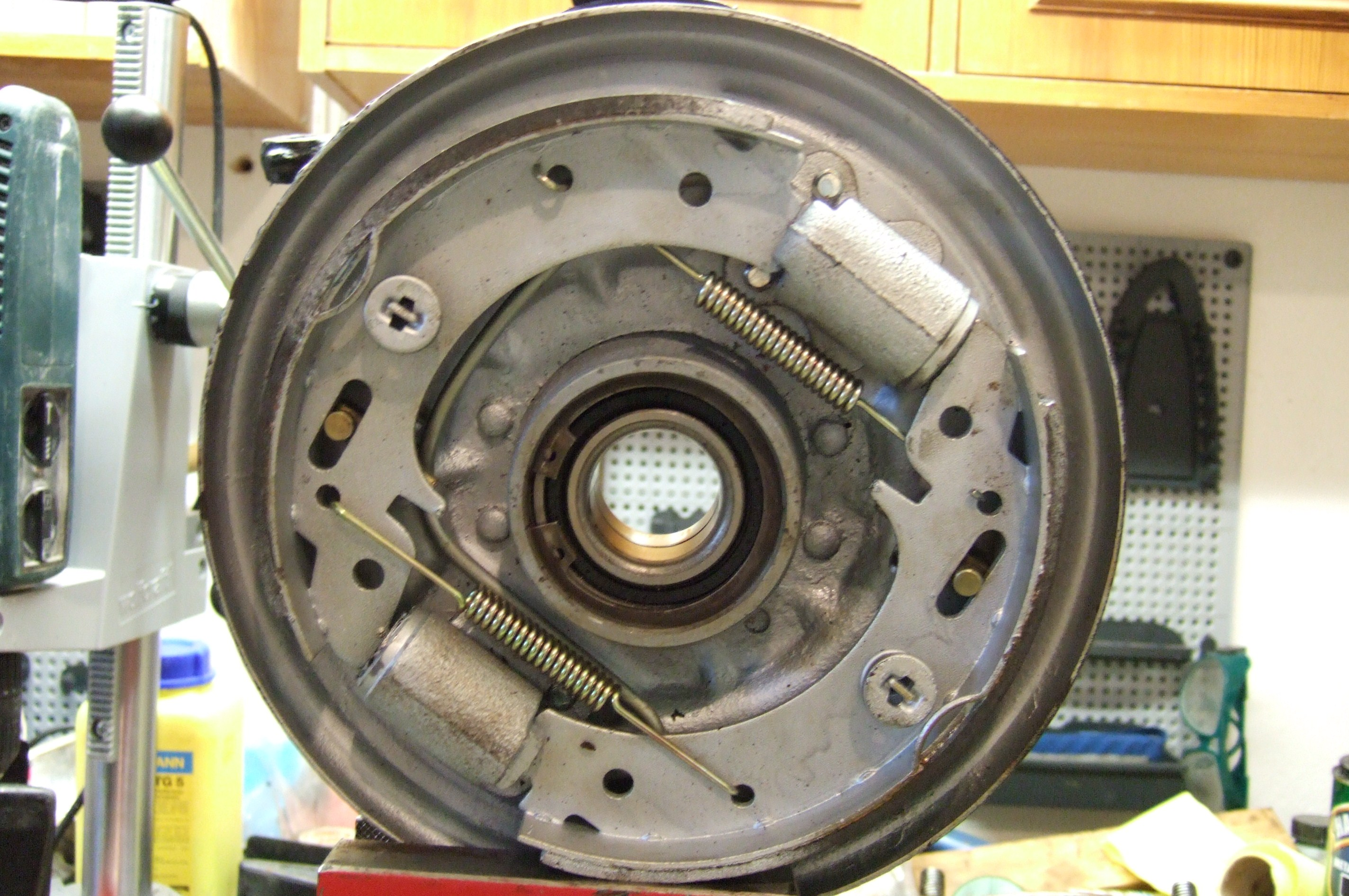
Frein à tambour d'une Trabant 601

Les freins hydrauliques fonctionnent sur le principe suivant :
- La pédale de frein actionne un amplificateur, qui actionne le maître-cylindre[22]. L'huile sous pression sort du cylindre dans deux circuits croisés ; l'un commande la roue avant gauche et la roue arrière droite tandis que l'autre commande la roue avant droite et la roue arrière gauche. Ce système permet de préserver un minimum de freinage équilibré en cas de défaillance d'un des deux circuits.
- Sur chaque roue, un ou plusieurs récepteurs (sorte de vérin) montés sur les moyeux reçoivent la pression hydraulique et poussent des pièces solidaires du véhicule contre une pièce qui, elle, tourne avec la roue (tambour ou disque selon le type de frein).
- Les parties fixes appelées garnitures ou plaquettes sont dans un matériau spécial s'usant progressivement, résistant à l'élévation de température et assurant un excellent contact mécanique[22].
- Les parties mobiles fixées sur les roues sont en acier renforcé ou en fonte, car elles doivent dissiper toute l'énergie thermique résultant de la perte d'énergie cinétique du véhicule[22].
  - Dans le cas des freins à disque, des plaquettes sont serrées sur les deux faces d'un disque par un ou plusieurs pistons hydrauliques. Le disque est auto-ventilé sur les véhicules sollicitant beaucoup les freins[23].
  - Dans le cas des freins à tambour, des garnitures en arc de cercle sont forcées contre la face intérieure d'un cylindre ou tambour par un piston hydraulique[24].

### Évolutions pour la sécurité

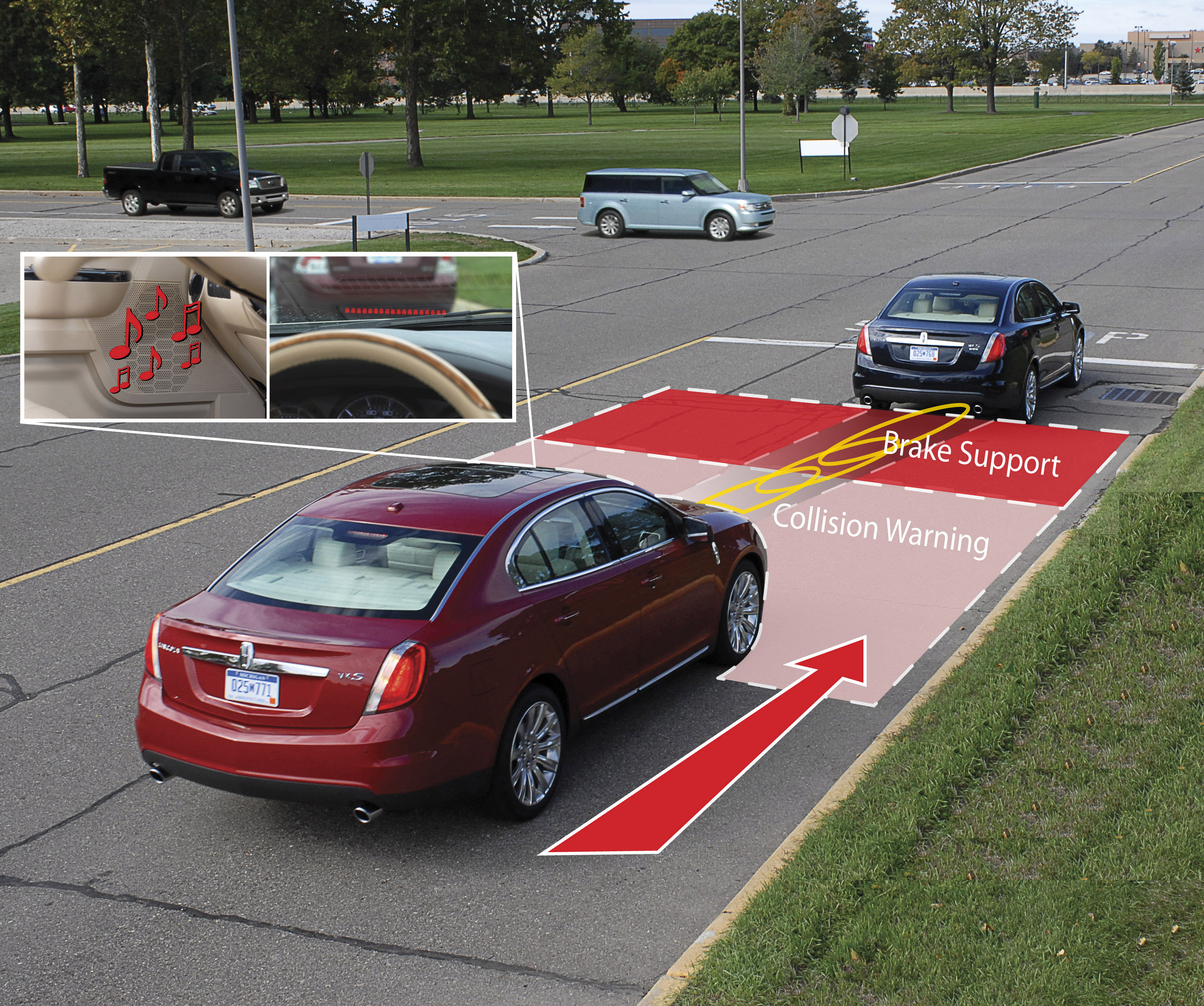
Système ABS de Ford couplé à un radar de régulation de distance

À la suite des nombreux accidents survenus depuis la création de l'automobile, les constructeurs cherchent en permanence à améliorer les systèmes de sécurité. Le freinage fait l'objet de nombreuses attentions. La première innovation du genre est le système ABS. Ce système évite le blocage des roues lors de freinages violents et en condition de faible adhérence. Il relâche la pression dans le circuit de freinage d'une roue dès la détection d'une vitesse de rotation plus faible que celle des autres roues, voire nulle. Ce dispositif permet au conducteur de garder le contrôle directionnel de son véhicule.
Le système ABS est de plus en plus couplé à d'autres systèmes tels que l'aide au freinage d'urgence (AFU), système permettant de freiner à la puissance maximale des freins dès les premiers instants d'un freinage d'urgence, l'ESP (Electronic Stability Program) qui permet de corriger sensiblement la trajectoire en ayant une action combinée sur le système de freinage et sur le contrôle de la puissance du moteur, ou encore le radar de régulation de distance qui mesure la distance et la vitesse d'approche d'un véhicule. Ce dernier système peut actionner seul les freins afin d'éviter une collision imminente.
En ce début de XXIe siècle l'ABS et l'ESP ont été rendus réglementairement obligatoires sur toutes les automobiles mises en circulation en Europe.

## Liaisons au sol
Les liaisons au sol désignent les éléments assurant le contact entre l'automobile et le sol (route). Les roues assurent le contact direct avec le revêtement routier tandis que les suspensions permettent d'amortir l'automobile et d'absorber les irrégularités du sol.

### Contact direct: les roues

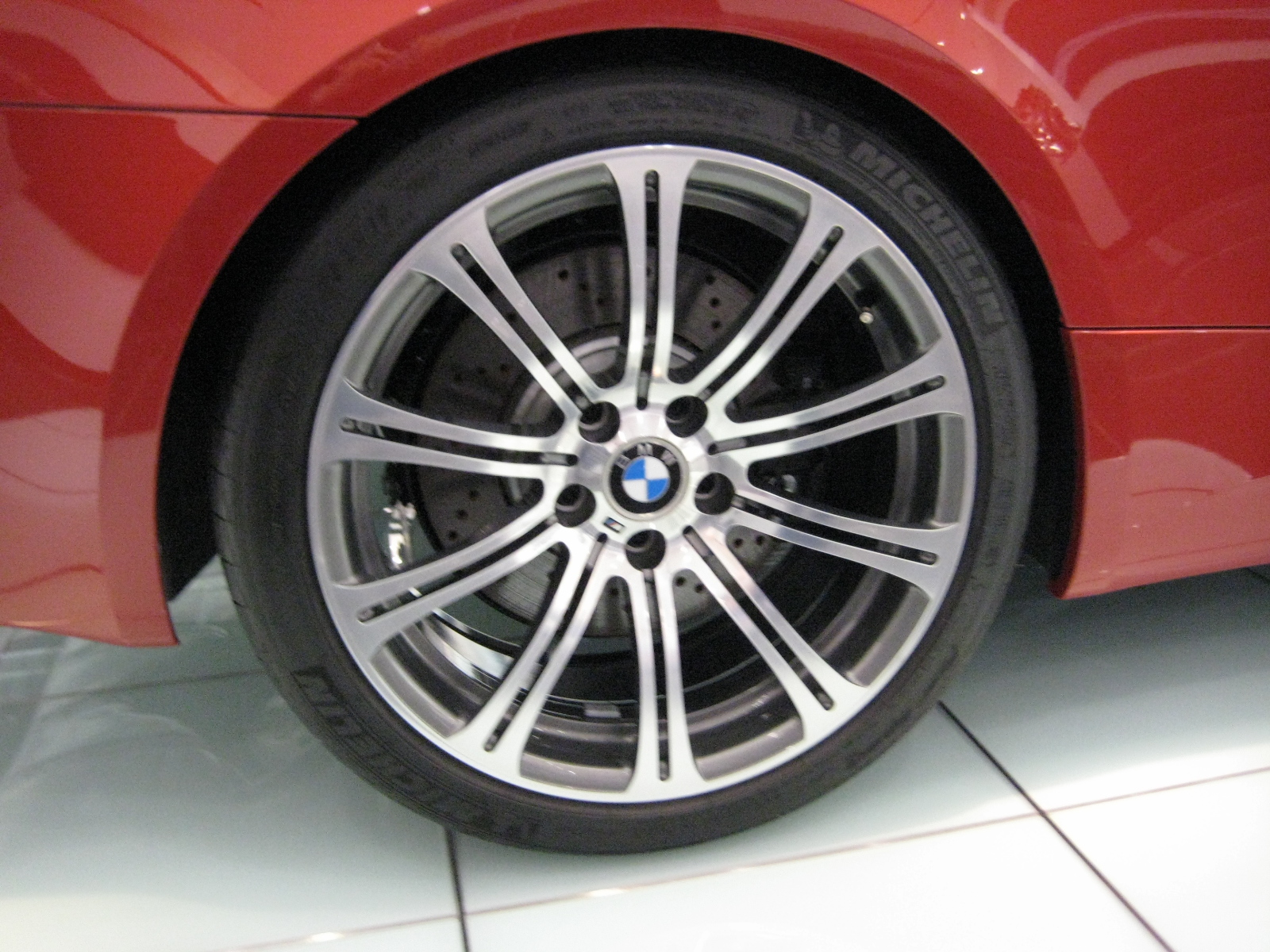
Pneu Michelin monté sur une jante à 10 branches d'une BMW M3 E92

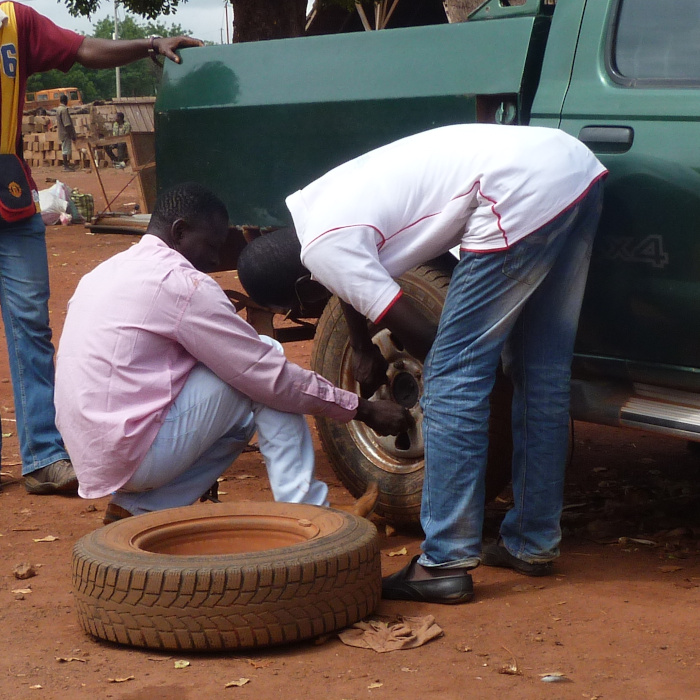
Changement de roue sur une piste du Burkina Faso.

Les roues sur une automobile sont au nombre de quatre, plus, généralement, une roue de secours non montée. Cette dernière est parfois remplacée par un kit anti-crevaison ou, pour des motifs d'encombrement, par une roue dotée d'un pneu réduit (galette) permettant en cas de crevaison d'un pneumatique de rouler à vitesse modérée jusqu'au prochain garage. Chaque roue est formée de l'assemblage d'un pneumatique monté sur une jante. Cet ensemble forme un espace étanche gonflé d'air, parfois d'azote (pour une moindre déperdition).
Les pneus jouent un rôle très important car ils constituent l'interface entre le sol et le véhicule et contribuent à l'établissement d'actions mécaniques (forces) du sol sur le véhicule (freinage, accélération et virage). Pour cette raison, il est important de maintenir les pneumatiques en bon état, avec une pression de gonflage adaptée. Outre les conditions d'adhérence (verglas, neige, pluie, etc.), la qualité du contact entre le sol et les pneus est elle aussi très importante. C'est pourquoi le rôle des pneumatiques est lié à celui des suspensions.

### Suspensions

Animation d'une suspension « châssis/roue indépendante » à quatre bras

D'une manière générale, le terme de suspension est utilisé pour décrire une liaison élastique déformable entre des éléments d'un véhicule.
La « suspension châssis » (suspension entre les roues et le châssis) contribue à la tenue de route du véhicule, au confort de roulage des occupants et à la réduction de l'énergie transmise dans la structure du véhicule et ses équipements pour en améliorer la fiabilité. Dans le cas le plus général, un système de bras associés à un ou plusieurs ressorts, couplé à un amortisseur hydraulique, constitue une liaison élastique entre chaque roue et le châssis du véhicule. Ce montage mécanique est de conception très variable en fonction des modèles et des constructeurs. Certains utilisent des systèmes hydro-pneumatiques complexes et assistés électroniquement. Mais le coût d'une telle suspension est tel, qu'elle est réservée aux véhicules haut de gamme.
Les « suspensions moteur » (fixation entre le moteur et le châssis) atténuent les vibrations que le moteur (principalement thermique) transmet à la structure du véhicule, tant au ralenti qu'aux différentes phases de conduite, elles contribuent ainsi à la fiabilité des structures (caisse et moteur) et au confort des passagers. Les liaisons élastiques (silent-block) sont réalisées en caoutchouc naturel ou artificiel, dont les formes et les duretés sont choisies en fonction de résultat recherché.
Il existe deux principaux types de suspensions sur les essieux : indépendante et rigide. Avec une suspension indépendante, chaque roue peut effectuer des mouvements sans influer l'autre roue du même essieu. C'est le type de suspension le plus utilisé pour les véhicules particuliers. Elle offre une bonne tenue de route et un bon confort. Avec une suspension rigide, les roues d'un même essieu sont liées de manière rigide, les mouvements de l'une influençant directement l'autre. Ce type de suspensions est utilisé pour les poids lourds car il permet de supporter de lourdes charges. Les essieux rigides sont aussi utilisés sur les véhicules tout-terrain pour leur robustesse.

## Commandes et «retour d'informations»

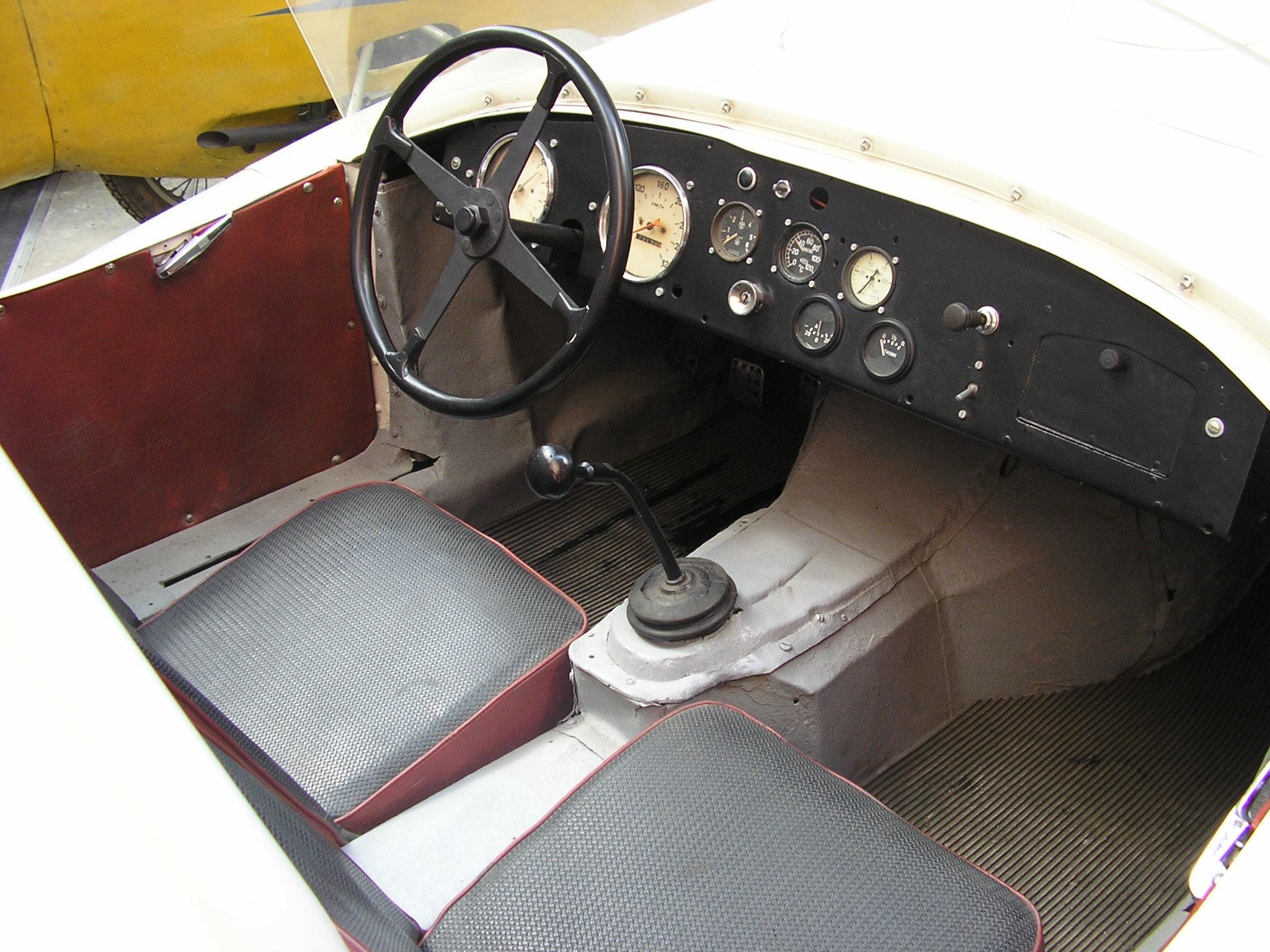
Poste de conduite d'une voiture ancienne

Les commandes désignent l'ensemble des éléments d'une automobile permettant au conducteur de la conduire. Cette tâche serait néanmoins bien plus délicate si le conducteur n'était pas informé de l'état physique dans lequel se trouve l'automobile. C'est la raison pour laquelle les commandes sont associées à des afficheurs.

### Direction

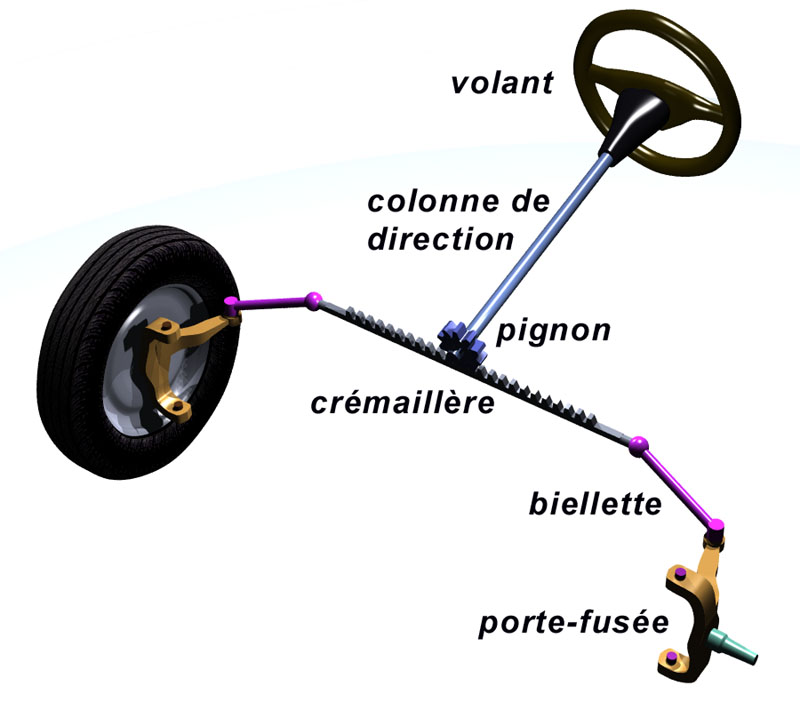
Schéma d'une direction à crémaillère

Le système de direction permet d'orienter l'automobile dans la direction souhaitée. Ce système se compose entre autres d'un dispositif de commande — généralement un volant circulaire — permettant aux mains du conducteur d'appliquer un couple sur le système de direction. Le volant, situé face au conducteur, est en général réglable pour s'adapter au mieux à la morphologie et aux habitudes des conducteurs. La transmission du mouvement imprimé par le conducteur se fait sur la colonne de direction fixée au centre du volant de commande ; elle transmet le couple aux biellettes de direction (agissant directement sur les roues) par l'intermédiaire d'un boîtier de direction. Ce boîtier est soit un système pignon s'engrenant sur une crémaillère, soit un système à vis avec circulation de billes.
Lorsque l'automobile se déplace en ligne droite, les roues avant sont sur un même axe parallèle à celui des roues arrière. En revanche, lors d'un virage, les roues avant ne sont plus parallèles car leurs axes et celui des roues arrière doivent être concourants en un point, le centre instantané de rotation.
Une assistance est généralement associée à la direction permettant au conducteur de ne pas à avoir à fournir d'effort important sur le volant. Elle est généralement auto-adaptive en amplifiant plus ou moins les forces imprimées au volant aux efforts nécessaires pour diriger le véhicule. Ces efforts sont naturellement variables et inversement proportionnels à la vitesse du véhicule. Cette assistance, traditionnellement hydraulique, est asservie à la vitesse afin d'accroître la stabilité à haute vitesse sans pénaliser la maniabilité à basse vitesse. Elle peut également être électrique grâce à un moteur, ce qui est plus économique, car inactif en ligne droite, qu'un système hydraulique qui doit toujours être sous pression.

### Pédales

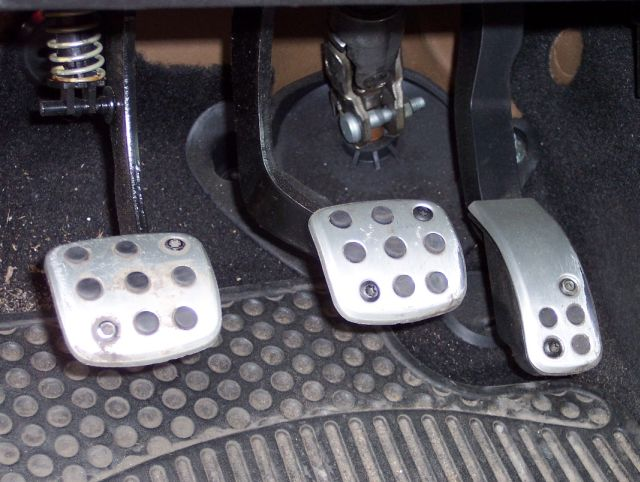
Pédales d'une Peugeot 206

Les pédales sont les commandes permettant au conducteur d'agir sur le groupe motopropulseur de l'automobile ainsi que sur le système principal de freinage.
De gauche à droite sont présents :
- la pédale d'embrayage, présente uniquement sur les véhicules à boîte de vitesses manuelle, permettant le changement de rapport de la boîte de vitesses en désaccouplant cette dernière du moteur lors des changements de vitesse, induisant de facto une rupture de la traction jusqu'au réembrayage;
- la pédale de frein qui transmet au système de freinage une pression proportionnelle à celle exercée sur cette pédale. Le systeme ABS peut être amené à limiter/moduler cette pression ;
- la pédale d'accélérateur, permettant au conducteur (ou au régulateur) d'adapter le couple généré par le moteur.

### Commandes électriques
Le conducteur dispose de diverses commandes électriques regroupées autour du volant, lui permettant de ne pas quitter des yeux la route et des mains le volant. La disposition de ces commandes n'est pas standardisée, mais les constructeurs français ont adopté la même disposition à peu de chose près :
- à gauche se trouve un levier à plusieurs positions pour piloter l'éclairage et la signalisation extérieure. La mise en route de l'éclairage se trouve parfois commandée par un bouton à bascule sur le tableau de bord ;
- à droite, un levier permet la commande des essuie-glaces avant et, souvent en retrait, un boîtier à commandes multiples permet de piloter l'autoradio. L'avertisseur sonore s'actionne quant à lui en appuyant en bout d'un des leviers ou sur le centre du volant (selon le modèle du véhicule).

### Afficheurs

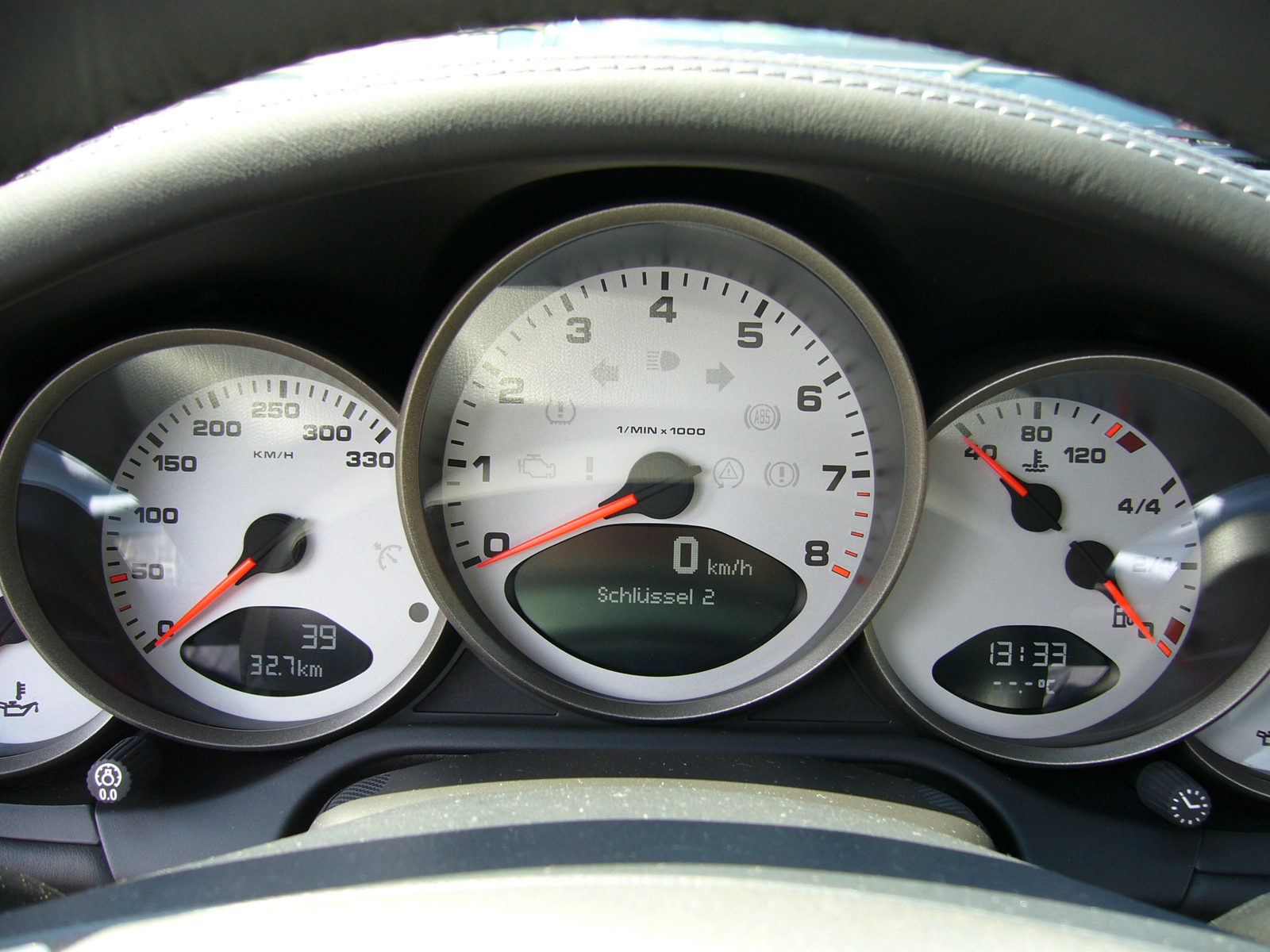
Tableau de bord d'une Porsche 911

Sous une casquette intégrée au tableau de bord (protégeant le pare-brise des réflexions lumineuses), souvent en face du conducteur, parfois au centre de la planche de bord mais généralement tourné vers le conducteur, se trouve un ensemble d'afficheurs indiquant l'état physique et instantané de l'automobile :
- un indicateur de vitesse comportant un compteur ou odomètre, non réinitialisable, totalisant la distance parcourue par le véhicule depuis sa fabrication (dispositifs réglementairement obligatoires), ainsi qu'un compteur avec remise à zéro, pour un usage à la discrétion du conducteur, dit journalier ;
- un indicateur de niveau de carburant indique la quantité de carburant contenu par le réservoir, il est généralement étalonné pour offrir une réserve (le repère indiquant le niveau 0 est généralement atteint avant que le réservoir ne soit réellement vide) ;
- des témoins lumineux sont disposés, sous la même casquette, rappelant au conducteur l'état de fonctionnement des équipements et accessoires : allumage des feux de position, de croisement et de route ainsi que des clignotants et de la signalisation annexe ;
- des voyants d'alerte spécifiques s’allument également lors de certains événements : défaut de pression d'huile moteur, température excessive du liquide de refroidissement, défaut de charge de la batterie, etc. ;
- un compte-tours indiquant le nombre de rotations du moteur par minute est souvent présent. Il comporte généralement une zone délimitée en rouge indiquant le régime moteur à ne pas dépasser ;
- différents indicateurs — températures du liquide de refroidissement et/ou de l'huile, pression d'huile et/ou de turbo, thermomètre, voltmètre, ampèremètre — peuvent enfin être ajoutés.

## Sécurité

### Sécurité active

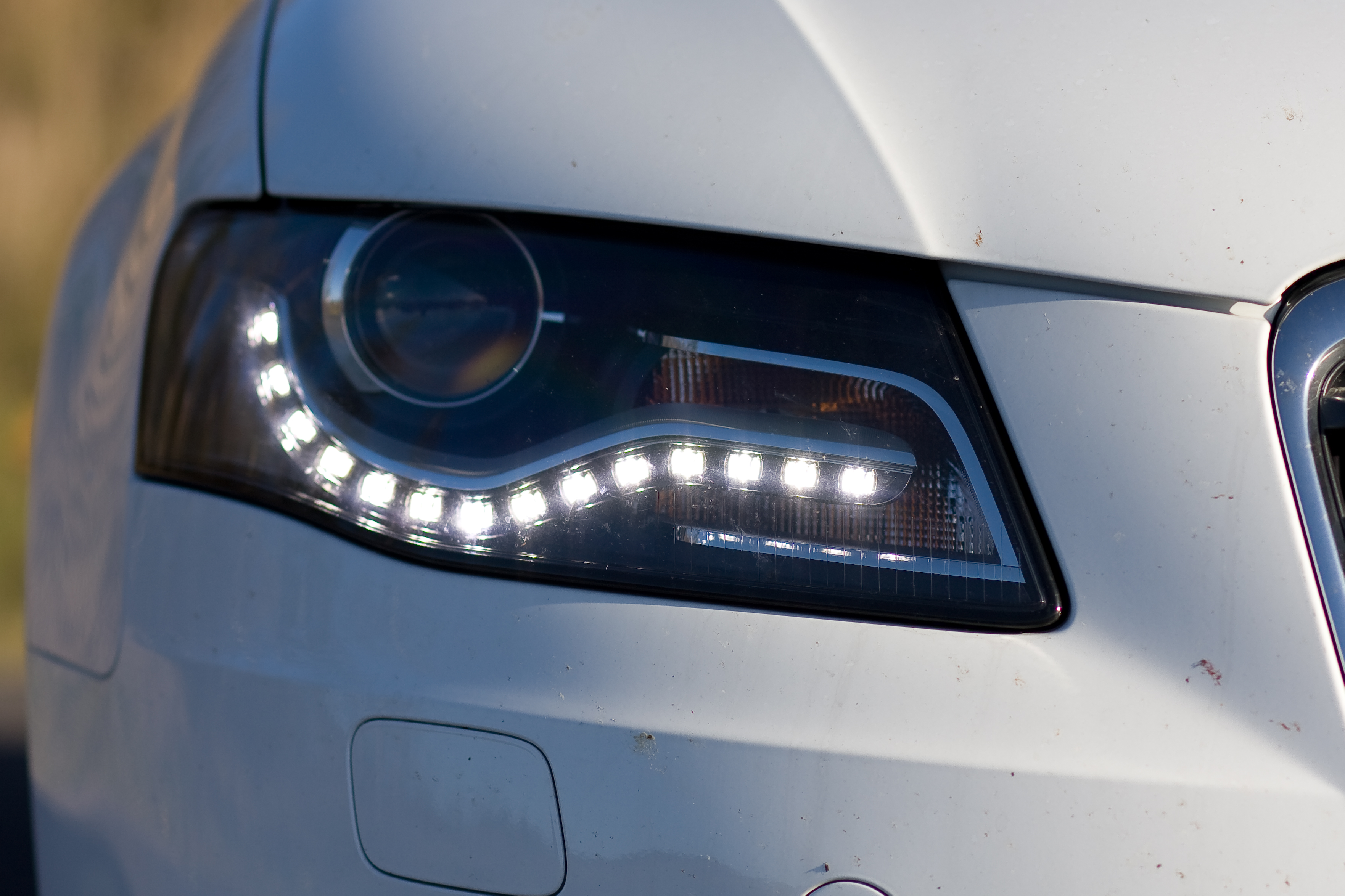
Feux de jour à LED d'une Audi A4 B8

La « sécurité active » désigne l'ensemble des comportements et des éléments mis en jeu dans l'utilisation de l'automobile afin d'éviter un accident. Cette catégorie d'éléments rassemble l'ensemble des aides à la conduite (ESP, ABS, affichage tête haute, etc.) ainsi que les éléments dits de perceptions (dispositifs d'éclairage, rétroviseurs, essuie-glace, avertisseur sonore, etc.).
les dispositifs d'éclairagel'automobile est équipée d'éléments informant les autres usagers des actions du conducteur — les feux stop rouges avertissent d'un freinage, les feux de recul blancs pour la marche arrière, les clignotants d'un changement de direction, etc. — ou permettant d'éclairer la chaussée de nuit (feux de position, de croisement, de route et antibrouillards). Ces feux fonctionnent grâce à des ampoules halogènes ou à décharge électrique (xénon), et plus récemment, grâce aux LED. Depuis peu, les automobiles s'équipent également de feux de jour afin d'être perçues par les autres usagers sur de plus longues distances. Un élément de dernier recours si les éléments visuels n'ont pas été perçus consiste à signaler sa présence ou un danger en utilisant le klaxon.

Illustration des angles de vision des différents rétroviseurs

Les rétroviseursdes accessoires indispensables à la conduite d'une automobile constitués d'un miroir orientable permettant au conducteur de connaître les éléments extérieurs situés autour de son véhicule. Généralement placé en haut du pare-brise et en position médiane face au conducteur, le rétroviseur intérieur permet au conducteur de visualiser ce qui se passe derrière son véhicule. Ce rétroviseur comporte deux positions : une pour le jour et une pour la nuit. Dans ce dernier cas, un second miroir placé derrière un miroir sans tain permet de limiter l'éblouissement par les véhicules poursuivants. Les rétroviseurs extérieurs, placés sur portières avant, permettent quant à eux de voir ce qui se passe en arrière et sur les flancs du véhicule pour voir les angles morts.
Les essuie-glacesappelés aussi essuie-vitres, sont constitués d'une raclette en caoutchouc, fixée au bout d'un bras. L'autre extrémité de ce bras est solidaire de l'axe d'un moteur électrique commandé par un commutateur depuis l'habitacle. Le bras, grâce à un ressort, plaque la raclette sur la vitre avec une certaine pression et permet ainsi, grâce au mouvement de va-et-vient imprimé par le moteur, d'essuyer le pare-brise. Cet accessoire est présent en nombre variable, suivant la taille du pare-brise et la conception des bras. On en trouve très fréquemment à la vitre arrière, généralement une seule raclette. Présents nécessairement à l'avant, ils sont obligatoirement associés à un système de lave-glace. Une pompe électrique puise de l'eau additionnée ou non d'un détergent dans un réservoir. Le liquide sous pression est acheminé par un tube à des gicleurs qui le pulvérisent sur la vitre à nettoyer.

### Sécurité passive

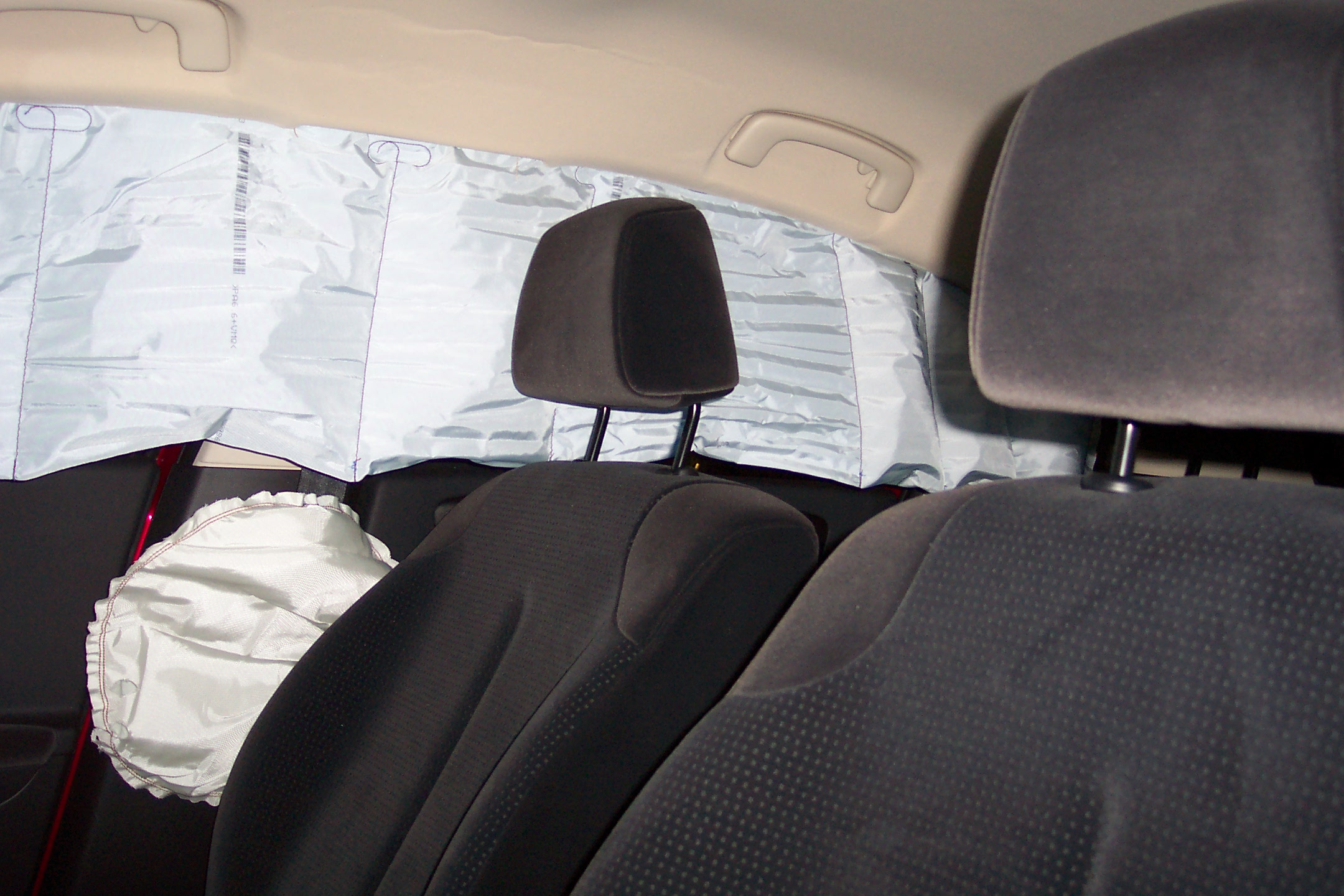
Les « coussins gonflables de sécurité (airbags) rideaux » évitent que les passagers ne laissent échapper un membre à l'extérieur du véhicule.

Le rôle de la « sécurité passive » est de réduire les conséquences d'un accident lorsque celui-ci n'a pu être évité. Les automobiles modernes sont conçus pour que les forces d'accélération et de décélération d'un choc soit absorbées au maximum par la déformation des zones périphériques (capot moteur, coffre, flancs), afin de préserver l'intégrité de l'habitacle et de ses passagers, habitacle qui lui bénéficie d'une structure renforcée. Au niveau de la structure, des pièces sont dimensionnées et préformées pour se déformer. En cas de choc frontal, les efforts vont passer par les longerons d'une part, les côtés de caisse et le plancher. Pour un choc latéral, les voies d'effort sont le pied milieu, le plancher et le pavillon. Dans tous les cas, on essaie de faire passer le choc par les « trois voies d'efforts ».
Les coussins gonflables de sécurité font également partie de la sécurité passive. Ils sont pilotés par un calculateur électronique relié à différents capteurs. Ils ne déclenchent qu'afin de limiter un choc subi par les occupants du véhicule, en répartissant les forces sur une plus longue période de temps ou en obturant une ouverture.
L’appui-tête est aussi très important mais malheureusement souvent négligé. Il doit être réglé de sorte que la partie supérieure de l'appui-tête soit au niveau du sommet de la tête. Ceci évite le fameux « coup du lapin » : Lors d'un choc venant de l'arrière, en réaction, les occupants sont projetés vers l'arrière, le corps est bloqué par le dossier et la tête en absence d'appui-tête bascule en arrière, ce qui peut provoquer une lésion des cervicales et de la moelle. Dans le meilleur des cas, les conséquences sont une douleur ou une fracture stable. Dans le pire des cas, la tétraplégie, un arrêt respiratoire ou des troubles du cœur.
Enfin, la ceinture de sécurité permet de maintenir l'occupant d'un véhicule en mouvement sur son siège lors d'un choc. Elle évite son éjection hors du véhicule ou sa projection contre une partie de l'habitacle (tableau de bord, pare-brise,...). Équipée d'un prétensionneur et d'un limiteur d'effort, elle permet comme les coussins gonflables de sécurité de minimiser la puissance du choc, en transférant l'énergie cinétique sur le bassin, les côtes et le sternum. À noter néanmoins que les ceintures, lors d'un choc, peuvent écraser les viscères si elles ne sont pas bien utilisées. Il faut impérativement que la ceinture passe sur la clavicule, le sternum et sur les crêtes iliaques du bassin.

## Confort automobile
Les principaux éléments de confort sont :
- chauffage et climatisation manuelle ou automatique ;
- lève-vitre (électrique ou manuel) ;
- coffre à bagages ;
- éclairage intérieur ;
- miroirs de courtoisie ;
- autoradio : diffusant de la musique ou des programmes d'informations, désormais un véritable terminal de l'ordinateur de bord avec des fonctions d'un centre multimédia, capable de communiquer avec d'autres terminaux (smartphone, etc.) ;
- toit ouvrant ;
- allume-cigare ;
- régulateur de vitesse ;
- sellerie automobile en cuir, réglable électriquement, parfois chauffante et ventilée